# Phong tỏa dịch bệnh

Cờ tín hiệu "Lima" được gọi là "Yellow Jack" sử dụng ở bến cảng có nghĩa là con tàu đang bị phong tỏa do dịch bệnh.

Phong tỏa dịch bệnh là một hạn chế đối với sự di chuyển của người và hàng hóa nhằm ngăn ngừa sự lây lan của dịch bệnh hoặc sâu bệnh. Nó thường được sử dụng liên quan khi có dịch bệnh ngăn chặn sự di chuyển của những người có thể đã tiếp xúc với một người có bệnh truyền nhiễm, nhưng không có chẩn đoán y khoa được xác nhận. Thuật ngữ này thường được sử dụng đồng nghĩa với cách ly y tế, trong đó những người được xác nhận bị nhiễm bệnh truyền nhiễm được phân lập từ số đông dân số khỏe mạnh.
Phong tỏa dịch bệnh có thể được sử dụng thay thế cho cordon sanitaire và mặc dù các thuật ngữ có liên quan, cordon sanitaire đề cập đến việc hạn chế di chuyển người vào hoặc ra khỏi một khu vực địa lý xác định, như một cộng đồng người, để ngăn ngừa lây nhiễm.
Từ tiếng Anh quarantine từ xuất phát từ một từ biến thể tiếng Veneto vào thế kỷ 17, quaranta giorni, có nghĩa là "bốn mươi ngày", khoảng thời gian mà tất cả các tàu được yêu cầu phải cách ly trước khi hành khách và thủy thủ đoàn có thể lên bờ trong đại dịch Cái chết Đen. Phong tỏa dịch bệnh có thể được áp dụng cho con người, nhưng cũng có thể cho động vật các loại, hoặc cả hai, như là một phần của kiểm soát biên giới cũng như ngăn ngừa dịch bệnh trong nội bộ một quốc gia.

## Lịch sử

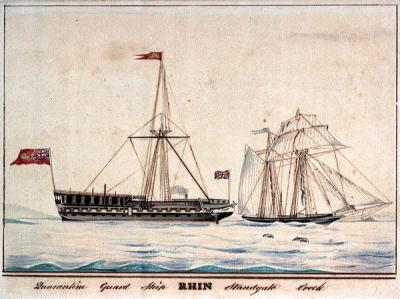
Con tàu Rhin đang bị phong tỏa tại Sheiness. Nguồn: Bảo tàng Hàng hải Quốc gia Greenwich, London

### Cổ đại
Đề cập sớm về sự cô lập người nhiễm bệnh xảy ra trong sách Kinh thánh của Leviticus, được viết vào thế kỷ thứ bảy TCN hoặc có lẽ sớm hơn, trong đó mô tả thủ tục cô lập những người nhiễm bệnh để ngăn ngừa sự lây lan của bệnh theo Luật Môi-se: 
 "Nếu điểm sáng bóng trên da là màu trắng nhưng dường như không sâu hơn da và tóc trong đó không chuyển sang màu trắng, linh mục phải cách ly người bị nhiễm bệnh trong vòng bảy ngày. Vào ngày thứ bảy, vị linh mục sẽ kiểm tra anh ta, và nếu anh ta thấy vết đau không thay đổi và không lan rộng trên da, linh mục sẽ phải cách ly anh ta thêm bảy ngày nữa. "  

### Thế giới Hồi giáo
Việc phong tỏa bệnh viện không tự nguyện của các nhóm bệnh nhân đặc biệt, bao gồm cả những người mắc bệnh phong, bắt đầu khá sớm trong lịch sử Hồi giáo. Từ năm 706 đến 707, Umayyad caliph thứ sáu Al-Walid I đã xây dựng bệnh viện đầu tiên ở Damascus và ban hành lệnh cách ly những người mắc bệnh phong từ các bệnh nhân khác trong bệnh viện. Việc thực hành cách ly bệnh nhân không tự nguyện ở các bệnh viện đa khoa tiếp tục cho đến năm 1431, khi Ottoman xây dựng một bệnh viện phong ở Edirne. Các lần phong tỏa do dịch bệnh xảy ra trên khắp thế giới Hồi giáo, với bằng chứng phong tỏa cộng đồng tự nguyện trong một số sự cố được báo cáo. Việc phong tỏa cộng đồng không tự nguyện đầu tiên được thành lập bởi cải cách kiểm dịch của Ottoman năm 1838.

### ThờiTrung CổvàPhục Hưng
Từ năm 1348 đến 1359, Cái chết Đen đã quét sạch khoảng 30% dân số châu Âu và một tỷ lệ đáng kể dân số châu Á. Một thảm họa như vậy đã khiến các chính phủ thiết lập các biện pháp ngăn chặn để xử lý dịch bệnh tái phát. Các bác sĩ chưa hề có khái niệm về Vi trùng hoặc Virus, nhưng họ hiểu rằng giữ cho những người bệnh không tiếp xúc với người lành sẽ làm giảm nguy cơ lây nhiễm. Nó được thành phố cảng Adriatic, nước Cộng hòa Ragusa (ngày nay là tỉnh Dubrovnik ở Croatia) áp dụng, và đó cũng là quốc gia đầu tiên trên thế giới thực hiện biện pháp cách lỵ
Ngày 27 tháng 7 năm 1377, Hội đồng thành phố Adriatic ban hành một quy định, nội dung tất cả các Thủy thủ khi cập cảng đều phải đến thẳng đảo Mrkan - một hòn đảo chỉ toàn là đá và không có người ở, hoặc vào thung lũng Cavtat cũng không có người ở và ở đó suốt 30 ngày (một trentine). Sau thời gian này, nếu không bị hoặc không có những triệu chứng của bệnh Dịch hạch, họ mới được phép vào thành phố. Song song với những việc ấy, Hội đồng thành phố Adriatic còn ban hành lệnh diệt chuột. Tất cả những con chuột sau khi bị giết đều phải gom lại rồi đem đốt. Khi lệnh cách ly ban hành, ngoài dân số sở tại, còn có khoảng 300 Thủy thủ ở các tàu buôn đến từ Italy, Slovenia, Croatia, Montenegro, Albania... Khi biến Cavtat thành nơi cách ly, chính quyền Adriatic đã cho dựng một hàng rào nhằm ngăn không cho người ngoài ra vào, đồng thời yêu cầu các thương nhân chở hàng đến Cộng hòa Ragusa phải đi đường vòng chứ không được phép cắt ngang Cavtat. Để giúp những Thủy thủ bị cách ly có thể sống được, chính quyền thành phố cảng Adriatic đã dựng nhiều lều trên đảo Mrkan và thung lũng Cavtat cùng lương thực là lúa mì, muối, ô liu, phô mai lạc đà... Mỗi lều có từ 2 đến 6 người nếu họ đã nhiễm bệnh hoặc 10 người nếu họ chưa xuất hiện một triệu chứng nào. Người ở lều này không được phép đi sang lều khác.
Sau này, khi y học đã hiểu rõ cơ chế của bệnh dịch hạch, các nhà sử học nhận định biện pháp cách ly của nước Cộng hòa Ragusa là một trong những thành tựu cao nhất của y học thời trung cổ. Nó cho thấy các quan chức ở Ragusa có những hiểu biết đáng kể về Thời gian ủ bệnh mặc dù khi tàu cập cảng, rất nhiều thủy thủ chưa hề có bất kỳ một triệu chứng nào. Kết quả là sau 30 ngày, gần 200 thủy thủ cách ly chết nhưng thành phố cảng Adriatic chỉ có thêm 12 người nhiễm - nói theo ngôn ngữ hiện tại là "nhiễm nội địa" chứ không phải "nhiễm ngoại nhập". Bên cạnh đó, nước Cộng hòa Ragusa còn thành lập một bệnh viện điều trị bệnh dịch hạch đặt trên đảo Mljet. Đây là cơ sở y tế đầu tiên trên thế giới chuyên sâu về một bệnh, do nhà nước tài trợ kinh phí, mở đường cho các bệnh viện khác cùng loại trên khắp châu Âu về sau.
Italy là quốc gia tiếp thu ngay lập tức phương pháp cách ly 30 ngày của nước Cộng hòa Ragusa, khởi đầu là thị trấn Ferrara ở miền bắc rồi tiếp theo là thành phố cảng Venice. Venice đã đi đầu trong các biện pháp để kiểm tra sự lây lan của bệnh dịch hạch bằng việc bổ nhiệm ba lãnh đạo chuyên bảo vệ sức khỏe cộng đồng trong những năm đầu tiên của Cái chết đen. Năm 1448, Thượng viện Venice đã kéo dài thời gian chờ đợi lên 40 ngày, do đó khai sinh ra thuật ngữ "quarantine". Từ "quarantine" trong Tiếng Anh bắt nguồn từ hình thức phương ngữ tiếng Veneto của từ quaranta giorni, có nghĩa là "bốn mươi ngày". Điều này là do việc phong tỏa bắt buộc trong vòng 40 ngày của tàu và người dân được thực hành như một biện pháp phòng chống dịch bệnh liên quan đến bệnh dịch hạch.
Thành công của thị trấn Ferara và thành phố Milan trở thành mô hình cho tất cả các thành phố, thị trấn, làng mạc ở khắp đất nước Italy noi theo. Và cũng như nước Cộng hòa Ragusa, thành phố cảng Venice, ngoài việc tiến hành các biện pháp cách ly giữa người bệnh và người lành, chính quyền thành phố còn xây dựng bệnh viện bệnh dịch hạch mang tên Santa Maria di Nazareth gồm 2 chức năng: Trung tâm điều trị và Trung tâm kiểm soát dịch bệnh. Với những người đã bộc phát các triệu chứng của bệnh dịch hạch, họ được đưa vào trung tâm điều trị và được chữa bằng các loại thuốc - bao gồm cả nọc rắn đuôi chuông, nọc bọ cạp; còn những người đã tiếp xúc gần với bệnh nhân nhưng chưa xuất hiện triệu chứng, họ được chuyển vào Trung tâm kiểm soát dịch bệnh và bị cô lập hoàn toàn để theo dõi. Hàng ngày tất cả đều được nhận những loại thực phẩm tươi sống mà không phải trả tiền.
Việc kiểm dịch kéo dài 40 ngày đã chứng tỏ là một công thức hiệu quả để xử lý các đợt bùng phát của bệnh dịch hạch. Theo ước tính hiện tại, bệnh dịch hạch có thời gian 37 ngày từ khi nhiễm bệnh đến khi chết; do đó, việc cách ly 40 ngày tại châu Âu tỏ ra rất hiệu quả trong việc xác định sức khỏe của thủy thủ đoàn từ các tàu buôn bán và chở hàng tiếp tế.
Thế giới đã sao chép mô hình thực hành cách ly này trước và sau sự tàn phá của bệnh dịch hạch. Những người mắc bệnh phong bị cách ly khỏi xã hội từ lâu và các nỗ lực đã được thực hiện để kiểm tra sự lây lan của bệnh giang mai ở Bắc Âu sau năm 1492, sự xuất hiện của bệnh sốt vàng ở Tây Ban Nha vào đầu thế kỷ 19 và sự xuất hiện của bệnh dịch tả Asiatic năm 1831.

### Lịch sử hiện đại
Dịch bệnh sốt vàng đã tàn phá các cộng đồng đô thị ở Bắc Mỹ trong suốt cuối thế kỷ thứ mười tám và đầu thế kỷ mười chín, những ví dụ nổi tiếng nhất là dịch bệnh sốt vàng Philadelphia năm 1793  và bùng phát ở Georgia (1856) và Florida (1888). Dịch tả và bệnh đậu mùa tiếp tục trong suốt thế kỷ XIX, và dịch bệnh dịch hạch đã ảnh hưởng đến Honolulu  và San Francisco từ năm 1899 đến năm 1901. Các chính phủ tiểu bang thường dựa vào Cordon sanitaire như một biện pháp kiểm dịch địa lý để kiểm soát sự di chuyển của người dân vào và ra khỏi các cộng đồng bị ảnh hưởng. Trong đại dịch cúm năm 1918, một số cộng đồng đã tiến hành cách ly bảo vệ (đôi khi được gọi là "cách ly ngược") để ngăn chặn người nhiễm bệnh đưa virus cúm vào quần thể đang khỏe mạnh.
Trong thế kỷ 21, những người bị nghi ngờ mang bệnh truyền nhiễm đã được cách ly, như trong các trường hợp của Andrew Loa (bệnh lao đa kháng thuốc, 2007) và Kaci Hickox (Ebola, 2014). Di chuyển bệnh nhân bị nhiễm bệnh đến các phòng bệnh cách ly và tự cách ly tại nhà của những người có khả năng bị phơi nhiễm là cách phòng ngự chính chống lại  dịch bệnh do vi rút Ebola ở Tây Phi, khiến dịch kết thúc vào năm 2016; Chuyên gia y tế  chỉ trích các hạn chế du lịch quốc tế áp đặt trong dịch bệnh là không hiệu quả do khó thực thi,    và phản tác dụng khi chúng làm chậm các nỗ lực viện trợ.  Cộng hòa Nhân dân Trung Hoa đã sử dụng các lệnh phong tỏa hàng loạt - trước hết là thành phố Vũ Hán và sau đó là toàn bộ tỉnh Hồ Bắc (dân số 55,5 triệu người) - trong đợt bùng phát dịch Covid 2019. Sau vài tuần, chính phủ Ý đã áp đặt lệnh phong tỏa trên toàn quốc gia này (với hơn 60 triệu người) để ngăn chặn sự bùng phát của coronavirus tại đây.